# José García Payón
José García Payón fue un arqueólogo mexicano. Nació en la ciudad de Chalchihuites, Zacatecas, el 29 de agosto de 1896. Realizó estudios de secundaria en la Escuela Louis Le Grand, de París; entre 1914 y 1916 cursó el bachillerato en el Liceo Puget de Marsella, Francia. Realizó numerosos viajes que le permitieron tener un concepto de la civilización muy amplio.

## Investigaciones
En 1929, fue distinguido como el jefe del Departamento de Arqueología del gobierno del Estado de México. Inició exploraciones arqueológicas en Tecaxic-Calixtlahuaca entre los años de 1930 y 1938 poniendo especial atención en la arquitectura monumental.
Realizó excavaciones en Matlatzinca y Malinalco y posteriormente en el Centro de Veracruz, particularmente en Cempoala, El Tajín y la Huaxteca, para marcar los caminos de la futura investigación arqueológica de esas regiones, al establecer las bases teóricas de su desarrollo cultural al grado de que hoy una fototeca lleva su nombre.
García Payón cumplió funciones administrativas como director de la Biblioteca Pública Central del Estado de México, labor que desarrolló hasta 1934; en ese entonces se fundó el Museo de Arqueología de la entidad, siguiendo lineamientos en boga sobre investigación y museografía adquiridos durante su estancia en diferentes países.
En 1936 se incorporó definitivamente al Departamento de Monumentos, mismo que dos años después se transformó en el INAH, institución para la cual realizó investigaciones en sitios arqueológicos de los estados de México y Guerrero; igualmente emprendió un amplio recorrido por Totonacapan, Veracruz.
Fue uno de los fundadores de la Facultad de Antropología de la Universidad Veracruzana, en el año de 1957, institución donde desarrolló buena parte de sus investigaciones. Además, fue investigador del Instituto de Antropología de la misma Universidad Veracruzana. Fue desde esos años, en que afincó su residencia en Xalapa, ciudad donde años después, fallecería.

## Cargos
Fue miembro fundador de la Sociedad Mexicana de Antropología y de la Escuela Nacional de Antropología e Historia (ENAH). El entonces titular de la Secretaría de Educación Pública, Jaime Torres Bodet, le otorgó el título de arqueólogo, firmado también por Alfonso Caso, director del INAH en esa época. Se desempeñó como jefe de las zonas arqueológicas de la parte oriental del país; murió el 30 de mayo de 1977.

## Publicaciones
La zona arqueológica de Tecaxic-Calix tlahuaca y los Matlatzincas / García Payón, José
Breves Apuntes Sobre La Arqueología de Chachalacas / García Payón, José"